# Mịch La
Mịch La (tiếng Trung: 汨罗市; bính âm: Mìluō shì) là một thành phố cấp huyện thuộc thành phố Nhạc Dương, tỉnh Hồ Nam, Trung Quốc.

### Trấn
| - Thành Quan (城关镇) - Mịch La (汨罗镇) - Tân Thị (新市镇) - Cổ Bồi (古培镇) - Bạch Thủy (白水镇) - Xuyên Sơn Bình (川山坪镇) - Cao Gia Phường (高家坊镇) - Khuất Tử Từ (屈子祠镇) - Sa Khê (沙溪镇) - Hoàng Bách (黄柏镇) | - Trường Lạc (长乐镇) - Đại Kinh (大荆镇) - Tam Giang (三江镇) - Đào Lâm Tự (桃林寺镇) - Phạm Gia Viên (范家园镇) - Lý Gia Đoạn (李家段镇) - Bật Thời (弼时镇) - Doanh Điền (营田镇) - Hà Thị (河市镇) |

### Hương
| - Hồng Hoa (红花乡) - Hoàng Thị (黄市乡) - Ngọc Trì (玉池乡) - Thiên Tĩnh (天井乡) - Trí Phong (智峰乡) - Cổ Lôn (古仑乡) - Hỏa Thiên (火天乡) | - Tân Đường (新塘乡) - Bạch Đường (白塘乡) - Lỗi Thạch (磊石乡) - Bát Cảnh (八景乡0 - Phượng Hoàng (凤凰乡) - Cầm Kỳ (琴棋乡) - Hoàng Kim (黄金乡) |